# Hans Adam Dorten

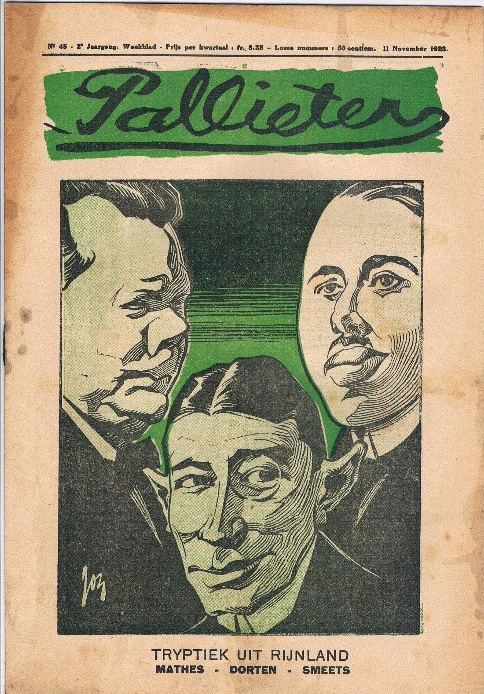
Josef Friedrich Matthes, Dorten en Joseph Smeets
(tekening Jos De Swerts, 1923)

Hans Adam Dorten (Endenich, 10 februari 1880 - Nice, april 1963) was een Rijnlands separatistisch leider  in het Rijnland en Hessen-Nassau. 
Hij werd in 1919 "president" van de "Rijnlandse republiek" met als hoofdstad Wiesbaden. De poging tot afscheiding van Duitsland mislukte echter na een paar dagen. Hij bleef zich inzetten voor de separatistische Rijnlandse beweging. 
Na een tweede putsch in 1923 tijdens de Belgische en Franse bezetting van de Ruhr was hij gedwongen uit te wijken naar Frankrijk, waar hij na enige jaren de Franse nationaliteit aannam. Hij werkte in Nice als advocaat. In 1937 schreef hij zijn memoires. Dit boek met de titel «La Tragédie Rhénane» verscheen in 1945 in Frankrijk. Pas in 1979 verscheen een becommentarieerde Duitse vertaling. 

## Publicaties
- Jean Adam Dorten: La tragédie Rhénane. Paris 1945.
- Jean Adam Dorten: Die Rheinische Tragödie. Übersetzung und Nachwort: W. Münch. Bad Kreuznach 1979. Geen ISBN